# Hagonoy
Hagonoy – miasto na Filipinach w regionie Luzon Środkowy, na wyspie Luzon. W 2010 roku liczyło 125 689 mieszkańców.